# Liste der Monuments historiques in Heiligenstein
Die Liste der Monuments historiques in Heiligenstein führt die Monuments historiques in der französischen Gemeinde Heiligenstein auf.

## Liste der Bauwerke
| Bezeichnung    | Beschreibung                                                                      | Standort                  | Kennzeichnung | Schutzstatus | Datum | Bild           |
| -------------- | --------------------------------------------------------------------------------- | ------------------------- | ------------- | ------------ | ----- | -------------- |
| Bärenbrunnen   | Sandstein, 16. Jahrhundert                                                        | Rue Principale (Lage)     | PA00085280    | Inscrit      | 1990  | weitere Bilder |
| Burg Landsberg | zwischen 1197 und 1200 erbaut, um 1235 erweitert, zwischen 1632 und 1634 zerstört | westlich des Ortes (Lage) | PA00084745    | Classé       | 1965  | weitere Bilder |